# Martina Pippal
Martina Pippal (* 11. Mai 1957 in Wien) ist eine österreichische Kunsthistorikerin und Künstlerin.

## Biografie
Martina Pippal ist die Tochter des Malers Hans Robert Pippal (1915–1998) und der Architektin Eugenie Pippal-Kottnig (1921–1998).
Durch die Mitarbeit im Atelier des Vaters hatte Martina Pippal schon von klein auf Praxiserfahrung im Umgang mit künstlerischen Techniken und entschied sich daher für ein Studium der Kunstgeschichte, Klassischen Archäologie, Geschichte und Theologie an der Universität Wien (1975–1981). Von 1978 bis 1991 war Martina Pippal (Studien-)Assistentin von Hermann Fillitz am Institut für Kunstgeschichte der Universität Wien, wo sie seit ihrer Habilitation 1991 als außerordentliche Professorin im Bereich der Kunst des Früh- und Hochmittelalters sowie der modernen und zeitgenössischen Kunst tätig ist.
Mitte der 1990er Jahre nahm Martina Pippal ihre eigene künstlerische Tätigkeit wieder auf.

## Schriften
- mit Hermann Fillitz: Schatzkunst: Die Goldschmiede- und Elfenbeinarbeiten aus österreichischen Schatzkammern des Hochmittelalters. Residenz-Verlag, Salzburg 1987, Katalog-Nr. 4–6, 8–13, 18–25, 40, 45, 46, 48–63, 68, 69, 77, 78, 81–99, 101, 104–114, S. 407 ff.
- Die Pfarrkirche von Schöngrabern. Eine ikonologische Untersuchung ihrer Apsisreliefs. (= Schriftenreihe der Kommission für Kunstgeschichte der Österreichischen Akademie der Wissenschaften. Band 1). 2. Auflage. Verlag der Österreichischen Akademie der Wissenschaften, Wien 1996, ISBN 3-7001-1911-9. Siehe: Steinerne Bibel (Schöngrabern)
- Das Perikopenbuch von St. Erentrud: Theologie und Tagespolitik. Holzhausen Verlag, Wien 1997, ISBN 3-900518-62-9.
- Kleine Kunstgeschichte Wiens. Verlag C. H. Beck, München 2000, ISBN 3-406-45858-0. (A short History of Art in Vienna. C.H. Beck Verlag, München 2000)
- Kunst des Mittelalters – Eine Einführung: Von den Anfängen der christlichen Kunst bis zum Ende des Hochmittelalters. UTB Böhlau, Wien/Köln/Weimar 2010 (3. Auflage), ISBN 3-205-77455-8.
- mit Otmar Rychlik und Elisabeth Voggeneder: Hans Robert Pippal: Zwischen Innovation und Tradition. Böhlau, Wien 2003, ISBN 3-205-77137-0.
- mit Falko Daim und Peter Bednár: Die frühmittelalterlichen Wandmalereien Mährens und der Slowakei – archäologischer Kontext und herstellungstechnologische Analyse. Aufsatzsammlung. Wagner, Innsbruck 2008, ISBN 978-3-7030-0457-5.
- mit 22 Portraits von Hans Robert Pippal: Wie im Zirkus: Erinnerungen eines Künstlerkindes. Violetta Ritterling Verlag, Wien 2008, ISBN 978-3-9502482-0-3.
- Bewegung und Bewegtwerden. Malerei und Skulptur ab 1897. In: Hannes Androsch (Hrsg.): Österreich. Geschichte, Gegenwart, Zukunft. Brandstätter Verlag, Wien 2010, ISBN 978-3-85033-300-9, S. 251–289. (auch auf Englisch und Chinesisch erschienen)
- Soshana und die österreichische Moderne – Versuch einer Positionierung. In: A. Bäumer, A. Schueller (Hrsg.): Soshana. Leben und Werk. Springer Verlag, Wien–New York 2010, ISBN 978-3-7091-0274-9, S. 52–117.
- Linde Waber – Künstlerin, Vernetzerin, Mentorin, mater familias. In: R. Deppe u. a. (Hrsg.): Waber retrospektiv und Weggefährten. Linde tröstet Schubert. Ausstellungskatalog. Verlag Mandelbaum, Wien 2010, ISBN 978-3-85476-332-1, S. 6–8.
- Der Einband und Die malerische Ausstattung des Sakramentars. In: Das Sakramentar Heinrichs II. Handschrift Clm 4456 der Bayerischen Staatsbibliothek München. Kommentarband der Faksimile-Edition. Faksimile Verlag, Gütersloh/München 2010, S. 29–38 und 51–124.
- Gustav Mahler und die bildende Kunst – Geschichte einer Beziehung. In: E. Partsch u. a. (Hrsg.): Contextualizing Mahler – Mahler im Kontext. Böhlau Verlag, Wien 2010, S. 257–281, ISBN 978-3-205-78496-8.
- Die Funktion der „schedula“ und die Rolle der Technik bei der Konstruktion von Wirklichkeit am Beispiel des Emailwerks des Nicolaus von Verdun in Klosterneuburg. In: Zwischen Kunsthandwerk und Kunst. Die „Schedula diversarum artium“. Hrsg. v. Andreas Speer, Maxime Maurège, Hiltrud Westermann-Angerhausen. Miscellanea Mediavalia. Veröffentlichungen des Thomas-Instituts der Universität zu Köln 37. De Gruyter, Berlin/Boston 2014, ISBN 978-3-11-033477-7, S. 163–180.
- Mascha und Margarita – eine Reise ins Innere der Kunst: zu “Las Meninas” von Diego Velázquez. Violetta Ritterling Verlag, Wien 2014, ISBN 978-3-9502482-2-7.
- Spähtrupp im Niemandsland. Zur 18. Tagung des Verbandes österreichischer Kunsthistorikerinnen und Kunsthistoriker (VÖKK): „Newest Art History“. Wohin geht die jüngste Kunstgeschichte? am Institut für Kunstgeschichte der Universität Wien, 6.–8. November 2015. In: Kunstgeschichte aktuell. Mitteilungen des Verbandes Österreichischer Kunsthistorikerinnen und Kunsthistoriker, Jg. XXXII, 4/15, S. 2–3.
- Das Perikopenbuch von St. Peter. Ein romanisches Meisterwerk aus dem früheren Besitz von St. Erentrud in Salzburg, Bayerische Staatsbibliothek München, St. Peter in Salzburg, um 1150. CODICES SELECTI, Vol. CXXII. Akademische Druck- und Verlagsanstalt, Graz 2015, S. 1–4, 7–10.
- Das Perikopenbuch von St. Peter. Vollständige Faksimile-Ausgabe von Cod. 15903 der Bayerischen Staatsbibliothek München. Completely reproduced facsimile of Cod. 15903 of the Bayerische Staatsbibliothek in Munich. Kommentar von Martina Pippal. Akademische Druck- und Verlagsanstalt, Graz 2016, ISBN 978-3-201-02010-7, S. 1–123.
- Zick-Zack, Rampe, multiplexer Blickpunkt – kunsthistorische Anmerkungen zu Strukturprinzipien der „gotischen“ Malerei. In: Natascha Adamowsky (Hrsg.): Digitale Moderne. Die Modellwelten von Matthias Zimmermann. Hirmer Verlag, München 2018, ISBN 978-3-7774-2388-3, S. 202–227.
- Zur Verortbarkeit der Herrschersalbung im Referenzrahmen 'Erste Testament'. Ein Diskussionsbeitrag. In: Walter Pohl, Maximilian Diesenberger, Bernhard Zeller (Hrsg.): Neue Wege der Frühmittelalterforschung. Bilanz und Perspektiven. Forschungen zur Geschichte des Mittelalters, Bd. 22, Verlag Österreichische Akademie der Wissenschaften, Wien 2018, ISBN 978-3-7001-8155-2, S. 391–398.
- Memento Mori. Großes Theater in kleinstem Format. In: im Kinsky, Bd. 9, hrsg. v. Auktionshaus im Kinsky, Wien 2018, S. 48–51.
- "Las Meninas" von Diego Velázquez – des Rätsels Lösung? In: Sylvia Ferino-Pagden (Hrsg.): Velázquez. Anregungen, Vorschläge, Lösungen (Suggestions, Proposals, Solutions). Schriften des Kunsthistorischen Museums, Bd. 18, hrsg. v. Sabine Haag, Kunsthistorisches Museum, Wien 2018, ISBN 978-3-99020-155-8, S. 166–195.
- Porträts – warum? Meine gleißende Welt. In: Martina Pippal. Menschen_Bilder, hrsg. v. Kunstforum Leoben. Ausst.-Kat. Kunstforum Leoben, 17.01.–02.03.2019. Graphik von Gotthard Fellerer, Leoben 2018, S. 2–9.
- Mahler and the Visual Arts of His Time. In: Mahler in Context, ed. by Charles Youmans. Cambridge University Press, Cambridge 2021, ISBN 978-1-108-42377-9, S. 136–146.

## Einzelausstellungen
- 2008: Chiasma: mixed media/fotografie, Orangerie Stift Altenburg
- 2012: intensiv. Blumenmalerei, Rosen, Galerie Szaal, Wien
- 2019: Menschen_Bilder. Malerei 2006–18 von Martina Pippal, Kunstforum Leoben